# 사회학의 종합화
사회학의 종합화는 철학 사상과 사회과학의 만남이다.

## 용어

### 사회학
사회학은 인간 사회와 인간의 사회적 행위를 연구하는 학문이다. 오귀스트 콩트는 사회학의 창시자로 알려진 프랑스의 대표적 지식인인데, 인간 사회도 자연 과학적 방법과 동일하게 연구될 수 있다고 보았으며 인간 사회를 과학적으로 탐구하는 새로운 과학의 필요성을 주장하였다. 그리하여 사회학을 '사회 질서와 진보의 법칙을 연구하는 학문'으로 명명하였다. 여러 사회과학 분야에 정통했던 독일의 사회과학자 막스 베버는 사회적 행위를 사회학의 주요 연구 대상으로 설정하였다. 즉, 사회학을 사회적 행위를 연구하는 과학으로 정의하였던 것이다. 이렇게 하여 종합된 사회학은 인간의 사회적 행위와 상호작용, 집단과 사회구조 변동 등을 주된 연구 대상으로 삼고 체계적으로 연구하고 탐구하는 학문이다.

### 종합화
종합화란 여러 가지가 한데 모여 합해지게 되는 것을 의미한다.

### 철학
철학은 세계와 인간에 대한 보편적이고 본질적인 질문과 그 대상에 대한 탐구가 주가 되는 학문이다. 존재, 정신, 지식, 가치, 언어 등이 보편적이고 본질적인 질문과 그에 대한 탐구로 포함되나 국한되지는 않는다. 질문, 논증, 문답법, 변증법(모순 또는 대립을 근본 원리로 사물의 운동을 설명하려고 하는 논리), 과학적 방법 등을 활용하여 철학하는 경우가 대부분이다. 철학적 주제는 인류가 이해하지 못하는 무수한 현강과 사물의 기능에 대한 의혹과 궁금증, 회의와 호기심이 자리하고 있다. 더하여 이러한 것들을 향해 이유를 묻는 것이 철학의 근본이다. 철학은 철학의 오랜 주제들이 과학적 방법과 접목되어 심리학, 사회학, 언어학 등을 사회과학을 분과하였다. 그렇기에 철학을 학문의 역사적이자 본질적 원류이며 근본이라고 칭할 수 있게 되었다. 오늘날의 철학은 자연과학, 사회과학으로 규명하지 못하고 재정립을 요하는 주제를 정의, 탐구, 분석 하는 것에 집중한다. 근본적 존재를 탐구하는 형이상학("존재란 무엇인가?"), 앎과 지식을 탐구하는 인식론("앎이란 무엇인가?"), 추론 규칙을 탐구하는 논리학("무엇이 올바른 추론인가?"), 도덕적 가치를 탐구하는 윤리학("인간은 마땅히 어떻게 행위해야 하는가?"), 미(美)를 탐구하는 미학("무엇이 아름다운가?") 등이 대표적인 오늘날의 철학의 하위 범주이다.

### 사회과학
사회과학이란 자연의 여러 현상을 과학적이고 체계적으로 연구하는 자연과학과는 대치되는 학문이지만 자연과학과 사회과학을 구별하는 명확한 기준은 규정되어있지 않다. 보통 사회과학에는 사회학, 정치학, 법학, 종교학, 예술학, 윤리학 등이 포함된다. 사회과학은 인간과 사회에 관한 모든 종류의 연구에 적용되는 것이 보편적이지만 엄밀히 따지자면 인간관계의 복잡한 네트워크와 인간이 사회에서 함께 생활할 수 있도록 생각해 낸 조직의 연구에 대하여 과학적인 방법을 적용하는 것을 뜻한다. 20세기 초 사회과학은 사회연구 훈련을 위한 연구과정을 지칭하는 것으로 이용되었다. 사회과학이라는 용어는 연구과정을 지칭하는 것으로 사용된 것과의 유사성으로 인해 결국엔 사회연구와 동의어가 되었다. 20세기 중반까지만 해도 영국에서 경제학, 인류학, 사회학 등 인간과 사회에 관한 학문적 연구 분야는 서로 분리된 별개의 학문으로 간주하는 경향이 있었으나, 오늘날에는 인간관계와 그에 얽힌 복잡한 조직사회를 과학적으로 연구하는 것이 특정 사회과학의 관심이 아니며, 여러 사회과학의 관심이 되어야 한다고 주장하고 있다. 즉, 우리는 현재 인간과 사회에 관심이 있는 일군의 학문적 분야를 총괄하여 사회과학이라고 칭하고 있다.
독립적인 위치를 확립한 사회학은 독자적인 전공영역이며 사회학적인 사상을 설명한다. 동시에 전체사회의 현재와 미래에 관한 다양한 사회사상적인 전망과 진로를 진단한다.

## 사회학의 종합화
사회학은 아카데미즘에서 주창되었고 종합화는 사회 사상가에 의해서 주창되었기에 사회학과 종합화의 개념은 독립적인 것으로 이해된다. 그렇기에 전혀 다른 개념으로 설명되고 있지만 점차 통합해가는 추세를 보인다. 사회학이 초기 사회학자의 바람인 종합적 사회학을 지향하는 것을 버리지 않고 함께 포섭하려는 이론의 성숙함을 보임으로써 양자가 서로 융합되고 통일성을 보일 수 있게 되었다. 사회는 표면으로 잘 드러나지 않았기에 사회가 나서서 전체가 하나의 체계로써 움직이고 정치나 경제도 결국에는 사회 속에서 행해지는 부분임을 설득해야만 했다. 사회는 시간의 흐름에 따라 변화하는데, 누군가에 의해 의도적이고 의식적으로 바뀌어지는 것이 아니라, 사회의 부분들이 서로 영향을 주고 받으며 역학관계에 의해서 전체적으로 변화하는 것이다. 하지만 이런 사회도 바꾸려고 노력함에도 불구하고 변하지 않은 완고한 특징들이 존재하기 마련이다. 이러한 완고한 특징들은 보통 개인을 초월하는 사회의 외재성에서 찾고, 개인을 규제하는 사회력의 강요성의 근거로 삼는다. 이렇듯 사회는 개인의 외부에 존재하면서 개인들의 특성을 초월한 독자성을 가지고 있으며 개인들을 강제하는 힘 또한 지니고 있다. 사람들은 보통 독자성과 강제하는 힘을 느끼거나 의식하지 않지만 그것에 반항하려 할 때 그 힘을 인지하게 된다. 그러한 힘은 나름의 지속성과 타당성을 지니고 있지만 대게 사회의 표면보다는 사회의 이면에 숨어있다. 보통은 사회의 이면보다는 표면에서 행해지는 화려한 사건에 먼저 관심을 갖기 마련이지만 사회란 것은 사람들의 다툼에 결말이 나고 사건이 종식되어 거리를 두고 조용히 되돌아보았을 때 그 변화의 모습이 점점 드러나는 것이다. 사회학은 보통 사회가 시끄럽고 어떠한 사건이 중심 화제가 되고 사람들이 시끄럽고 분주히 뛰어다닐 적에는 개입하려 하지 않는 경향이 있다. 사회의 그러한 부분들이 제 자리를 찾고 새로운 체계를 갖추었을 때 비로소 그 기초에 존재하는 사실, 일어난 사건의 배후에 존재하는 진실을 깨닫게 된다. 프랑스 사회주의의 토양 속에서 길러진 생시몽은 프랑스 혁명을 단순히 비난하는 것만으로는 해결되는 것이 아무 것도 없다고 보았으며 그 당시 영국에서 시작한 산업혁명의 경험으로부터 산업과 과학을 배워 성과에 신뢰를 보내고 산업종사자를 중심으로 새로운 사회를 건설하여 새로운 자유와 평등을 이룩하려 하였다. 이것은 생시몽이 프랑스 혁명을 단순하게 정치적 사건으로만 보지 않고 하나의 사회적 변혁으로 보았다는 것을 알 수 있게 해주는 대목이다. 생시몽은 행복의 일반적인 수단은 "과학, 예술, 공예" 3가지뿐이라고 했으나 그의 제자인 콩트는 생시몽의 산업중시사상을 배웠음에도 불구하고 생시몽의 지나친 실천적 경향에 동조하지 못했다. 콩트는 오히려 생시몽이 정치적인 실척에 지나치게 집착하고 있다며 비판하였고 순수이론의 과학적 체계를 완성시키는 일을 강조하였다. 더하여 이론이 미성숙하였을 때 실천적 응용을 서두르게 되면 불길한 결과를 가져올 수밖에 없다고 주장하였다. 생시몽은 이런 콩트의 주장을 받아들이지 않았으며 사상전도에만 주력하였기에 둘은 결국 결별하게 되었다. 콩트는 생시몽과 결별한 뒤에 사회물리학, 사회학을 체계적으로 완성시키는 일에 전념하였다. 콩트는 '3단계의 법칙'이라고 불리는 것을 이론적 기초로 체계화하였는데, 콩트의 강의 서론도 그 설명으로 시작한다. 그는 인간의 모든 지도적 이념, 우리의 지식의 어떤 부문도 모두 다음의 발전단계를 순차적으로 밟는다고 주장한다. 3단계 법칙 중 제 1단계는 신학적 단계로, 인간정신은 존재의 내적 성질이나 사물의 궁극적 원인을 구하며 초자연적인 것의 직접적 움직임에 의해서 현상이 일어난다고 생각한다. 제 2단계는 형이상학적 단계로, 초자연적인 것에 대신해서 존재에 내재하는 추상적인 힘이 현상을 일으킨다고 생각한다. 마지막 제 3단계는 과학적 실증적 단계로, 인간정신은 절대적 관념이나 현상, 내적 원인 등을 구하는 것을 그치고 추리적 관찰에 의해서 실효성 있는 법칙을 발견하려고 한다는 것이다. 콩트는 유럽의 지식의 역사는 고대에서 중세를 거쳐 근대에 이르기까지 이 세 단계를 따라서 발달하긴 했지만 아직 3단계에 충분히 도달하지는 못했다고 봤다. 이 관계론은 사회뿐만 아니라 개인에 대해서도 적용된다고 봤다. 게다가 콩트는 제 과학을 독특한 분류법에 따라 체계화하려고 하였다. 콩트는 공상적 사회주의를 벗어나 과학적 실증적 방법으로 사회를 규명하는 과학을 건설해야만 프랑스 혁명 전후기에 혼란으로 몰고간 갑론을박의 지적 혼미를 없애고 바람직한 사회를 건설하는 데 사회학이 기여할 수 있다고 생각했다. 이것은 프랑스 혁명을 겪은 18세기의 이성만능주의에 대한 비판적 총괄이라고도 볼 수 있다. 이와 비슷하게 스펜서가 산업혁명을 경험한 영국의 실정을 총괄하고 있다. 스펜서의 '종합철학대계'는 다윈의 진화론의 공감하여 진화의 개념에 의해 사회학을 구성한 것이다. 스펜서의 일관된 생각은 사회가 유기체라는 것, 즉 사회를 생물과 같은 존재로 본다는 것이다. 스펜서는 사회라는 것은 정지하고 있는 것이 아니라 계속해서 진화하는 것이라고 본다. 진화하는 과정에서 정치, 경제, 군사, 종교, 교육이라는 제 기능이 전문화되고 상호의존하게 된다. 한편으로는 개인이 개성과 자발성을 높이고 다른 한편으로는 각인이 상호의존하고 조화를 긴밀히 하면서 고도의 균형을 유지하고 존속하게 된다.